# پیوتر موس
پیوتر موس (لهستانی: Piotr Moss؛ زادهٔ ۱۳ مهٔ ۱۹۴۹) موسیقی‌دان و آهنگساز اهل لهستان است. وی دانش‌آموختهٔ رشتهٔ آهنگسازی در دانشگاه موسیقی شوپن و از شاگردان کریستف پندرسکی و نادیا بولانژه است که سبک آهنگسازی‌اش، الهام‌گرفته و منطبق بر سبک آلفرد اشنیتکه است. وی از سال ۱۹۸۱ در پاریس زندگی می‌کند و از سال ۱۹۸۴ شهروند فرانسه است.
از فیلم‌هایی که وی در آن‌ها نقش داشته است، می‌توان به شور اشاره نمود.

## جوایز
- ۲۰۰۰: نشان شوالیهٔ هنر و ادب فرانسه[۵]
- ۲۰۰۹: نشان افتخار شایستگی در فرهنگ لهستان[۵]
- ۲۰۰۹: جایزهٔ ویژهٔ وزارت فرهنگ و میراث ملی لهستان[۵]
- ۲۰۱۶: نشان افسر هنر و ادب فرانسه[۵]